# Мочульский, Константин Васильевич
Константи́н Васи́льевич Мочу́льский (9 февраля 1892, Одесса — 21 марта 1948, Камбо) — русский критик и литературовед первой волны эмиграции, профессор Свято-Сергиевского богословского православного института, один из руководителей Русского студенческого христианского движения, автор монографии о Достоевском, которая была переведена на многие языки Европы.

## Биография
Сын профессора Новороссийского университета Василия Николаевича Мочульского (1856—1920). В 1914 году окончил романо-германское отделение Петербургского университета. Преподавал в Петроградском и Новороссийском университетах.
В 1919 году эмигрировал; преподавал в Софийском университете. В 1922 году перебрался в Париж и устроился работать в Сорбонну, где до 1941 года читал курс истории русской литературы и мысли. Сотрудничал в изданиях «Русская мысль», «Звено», «Современные записки», «Последние новости».
В середине 1930-х годов под влиянием учения С. Н. Булгакова обратился к христианству, вступил в братство Святой Софии. Преодоление духовного упадка современной Европы видел в развенчании «секулярного гуманизма» культуры XIX века. Вместе с матерью Марией возглавлял объединение «Православное дело», члены которого исповедовали христианско-демократические принципы, из-за чего во время Второй мировой войны имел неприятности с гестапо.

## Основные труды
- 1936 — Владимир Соловьёв. Жизнь и учение.
- 1936 — Духовный путь Гоголя.
- 1939 — Великие русские писатели XIX века.
- 1947 — Достоевский. Жизнь и творчество.
- 1948 — Александр Блок (вст. статья М. Кантора)
- 1955 — Андрей Белый (вст. статья Б. Зайцева)
- 1962 — Валерий Брюсов

Переиздания
- Мочульский К. В. Александр Блок. Андрей Белый. Валерий Брюсов / Сост., авт. предисл. и коммент. В. Крейд. — М.: Республика, 1997. — 479 с. — (Прошлое и настоящее).
- Мочульский К. В. Великие русские писатели XIX в. / Предисл. Л. Магаротто. — СПб.: Алетейя, 1999, 2000, 2001. — 160 с.
- Мочульский К. В. Гоголь. Соловьёв. Достоевский / Сост., авт. предисл. и коммент. В. Крейд. — М.: Республика, 1995. — 604 с. — (Прошлое и настоящее).
- Мочульский К. В. Кризис воображения: Статьи; Эссе; Портреты. / Сост., предисл. и комм. С. Р. Федякина. — Томск: Водолей, 1999. — 416 с.